# マーク・フリント
マーク・フリントは、日本のプログラマ。日本人。
システムサコムに在籍し、『ZONE』や『ハイウェイスター』などの作品を手がけた。

## 主な作品
- バリアント（ALUCorp）
- ムーンボール（ALUCorp）
- ブラウンズラン（システムサコム）
- ゾーン（システムサコム）
- ハイウェイスター（システムサコム）
- 夢見館の物語（システムサコム）
- 月花霧幻譚〜TORICO〜（システムサコム）
- ガボールスクリーン（アンティノスレコード）
- ジェリーボーイ（エピック・ソニーレコード）
- EVOLUTION
- ファイヤーロック（ユース）